# Іван Шимонович

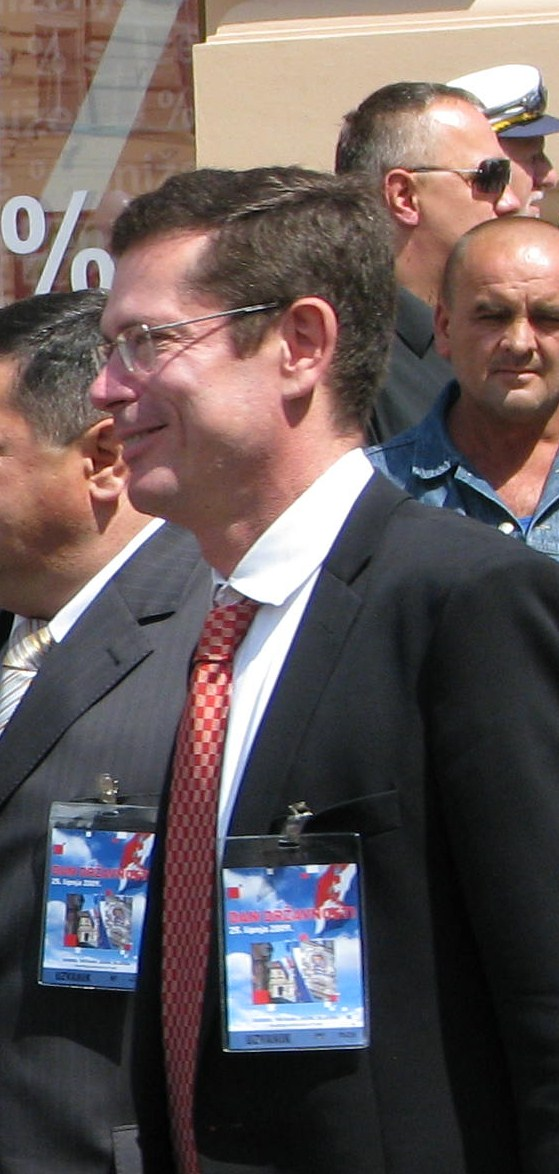
Іван Шимонович

Іван Шимонович (хорв. Ivan Šimonović; нар. 2 травня 1959, Загреб, Хорватія) — хорватський дипломат, політик та юрист. Помічник Генерального секретаря ООН в галузі прав людини з 17 липня 2010 р., який очолив офіс Управління Верховного комісара ООН з прав людини в Нью-Йорку.

## Освіта
Закінчив юридичний факультет, має ступінь магістра в галузі державного управління та політичних процесів і ступінь доктора філософії Університету Загреба. Був запрошеним консультантом в Грацькому і Єльському університетах.

## Кар'єра
Був професором юридичного факультету Загребського університету і очолював кафедру правової теорії. Крім того, він був заступником декана та заступником ректора з питань міжнародного співробітництва. Іван Шимонович — фахівець в галузі міжнародних відносин, права, прав людини, розвитку національних інститутів і випустив велику кількість відповідних публікацій. Іван Шимонович як експерт входив до складу Комісії Ради Європи за демократію через право (Венеційська комісія) і Європейської комісії проти расизму та нетерпимості. Крім того, він був представником Хорватії в Міжнародному суді ООН.
Міністр юстиції Хорватії з 2008 по 2010 рр. Раніше він був заступником міністра закордонних справ і постійним представником Хорватії при ООН в Нью-Йорку, де з 2001 по 2003 рр. він виконував обов'язки старшого віце-президента і президента Економічної і Соціальної Ради.

## Сім'я
Одружений, двоє дітей.